# Bridget Regan
Bridget Catherine Regan, född 3 februari 1982 i Carlsbad, San Diego County i Kalifornien, är en amerikansk film-, TV- och teaterskådespelare.

## Karriär
Sedan 2006 har Regan medverkat i ett flertal filmer och TV-serier. Hennes filmografi inkluderar The Wedding Album, Blinders, Supreme Courtships, The Babysitters samt filmen Sex and the City. Hon har även gjort gästframträdanden i TV-serier som Love Monkey, Law & Order: Criminal Intent, American Experience, Six Degrees, The Black Donnellys och New Amsterdam. Regan porträtterar även huvudkaraktären Kahlan Amnell i TV-serien Legend of the Seeker.